# Olivet cendré
L'Olivet cendré o Cendré d'Olivet és un formatge francès originari d'Olivet al costat del Loiret, al departament homònim.
Aquest formatge s'elabora amb llet de vaca a la primavera, quan té més gust. En aquest moment, les vaques es troben a les pastures de les granges que hi ha al costat del riu. Té un gust delicat gràcies a la gran qualitat de la llet que s'utilitza.
El formatge s'afina almenys un mes (millor si són dos) en cendra de carbó, antigament era cendra de tòries de vinya. Es conserva en aquesta cendra fins que es pot consumir, que és el temps de la verema. Gràcies a la cendra, la crosta pren un color gris i una olor agradable a terra.